# Liste der Monuments historiques in Coutras
Die Liste der Monuments historiques in Coutras führt die Monuments historiques in der französischen Gemeinde Coutras auf.

## Liste der Bauwerke
| Bezeichnung                | Beschreibung              | Standort | Kennzeichnung | Schutzstatus | Datum | Bild           |
| -------------------------- | ------------------------- | -------- | ------------- | ------------ | ----- | -------------- |
| Kirche Saint-Jean-Baptiste | Erbaut im 12. Jahrhundert | (Lage)   | PA00083527    | Inscrit      | 1925  | weitere Bilder |
| Brunnen Henri IV           | Erbaut im 17. Jahrhundert | (Lage)   | PA00083528    | Classé       | 1911  | weitere Bilder |

## Liste der Objekte
| Bezeichnung                  | Beschreibung                             | Standort                                 | Kennzeichnung | Schutzstatus | Datum | Bild |
| ---------------------------- | ---------------------------------------- | ---------------------------------------- | ------------- | ------------ | ----- | ---- |
| Skulptur Johannes der Täufer | Holz, polychrom gefasst, 18. Jahrhundert | in der Kirche Saint-Jean-Baptiste (Lage) | PM33002011    | Inscrit      | 2005  |      |